# Bureaupedia

Escudo de la FBI.

Bureaupedia es un wiki usado internamente en la FBI con la intención de almacenar el conocimiento de los agentes veteranos y reducir la pérdida del conocimiento debido al retiro de los empleados.
La existencia de Bureaupedia fue revelado en un artículo de septiembre de 2008 publicado en Federal Computer Week.
Los funcionarios del FBI ven a Bureaupedia como una herramienta de gestión del conocimiento que permitirá a los agentes y a los analistas compartir sus experiencias para asegurar que conocimiento acumulado permanezca tras su retiro. El proyecto es un esfuerzo colaborativo entre el funcionario principal de conocimiento de la FBI y el funcionario principal de tecnología.

## Críticas
Los analistas cuestionan la necesidad de Bureaupedia, dado que Intellipedia, una wiki establecido por la Oficina del Director Nacional de Inteligencia de los Estados Unidos, fue creada con un propósito similar, pero para los dieciséis miembros organizacionales de la inteligencia como un todo. Un testimonio al Congreso de los Estados Unidos hecho por Jimmy Wales, cofundador de Wikipedia, hace notar la diferencia entre información vertical y horizontal compartiendo, sugiriendo que ambos podrían ser exitosos esfuerzos informáticos del gobierno.